# Budapesti Építők SC
Der Budapesti Építők SC ist ein ungarischer Sportverein aus Budapest, der am 1. Oktober 1922 als Arbeitersportverein unter dem Namen Magyarországi Építőipari Munkásszervezet Országos Szövetsége Sport Clubjának (MÉMOSZ SC) gegründet wurde. Während des Zweiten Weltkriegs war der Verein verboten, ehe er im Mai 1945 unter dem heutigen Namen wiederbelebt wurde. In den folgenden Jahren wurden in ganz Ungarn weitere Vereine unter diesem Namen gegründet, die alle der nationalen Sportorganisation Építők Országos SE angehörten.
Der Verein war früher vor allem für seine Kanu-, Handball-, Tischtennis-, Schach-, Feldhockey- und Eishockeyabteilung bekannt. Heute betreibt der Verein Sportarten wie Fechten, Tennis, Beachvolleyball, Aerobic und unterhält ein Sportzentrum mit mehreren Sporthallen und -anlagen (Építők Sporttelepe) in Budapest.

## Handball
Die Mannschaften des Vereins nahmen mehrfach am Europapokal der Pokalsieger der Frauen teil. Die Frauen gewannen zudem mehrfach den ungarischen Meistertitel, unter anderem 1989, 1990 und 1991, sowie den ungarischen Pokalwettbewerb.

## Tischtennis
Die Frauenmannschaft des Vereins gewann zwischen 1968 und 1970 (dreimal in Folge) sowie 1975 den ETTU Cup.

## Eishockey
Die Eishockeymannschaft des Vereins nahm von 1950 bis 1971 am Spielbetrieb der höchsten ungarischen Eishockeyliga teil.

## Feldhockey
Die Feldhockeymannschaften des Vereins gehörten über viele Jahre der höchsten ungarischen Feldhockeyliga an. Heute sind diese in einem eigenen Verein organisiert, dem Építők HC.

## Bekannte Sportler
- Gergely Kulcsár[2], Leichtathlet, der in den 1960er Jahren zur Weltspitze im Speerwurf zählte
- Ferenc Hatlaczky[2], Kanute, 1954 Weltmeister über 10.000 m, 1956 Silbermedaille bei den Olympischen Spielen
- István Vaskuti[2], Kanute, 1980 Olympiasieger sowie mehrfacher Weltmeister
- László Foltán[2], Kanute, 1980 Olympiasieger sowie mehrfacher Weltmeister über 500 m
- Cecília Hartmann-Berkes, Kanutin, Olympiateilnehmerin 1956
- Vilma Egresi, Kanutin, 1960 Bronzemedaille bei den Olympischen Spielen über 500 m
- Gyula Török, Boxer[2]
- Gábor Novák, Kanute
- Éva Szöllősi, Eiskunstläuferin
- Gábor Vida, Eiskunstläufer
- István Encsi, Hammerwerfer
- Béla Goldoványi, Leichtathlet
- László Cseh senior, Schwimmer
- Albin Molnár, Segler, Olympiateilnehmer